# Кліпеус

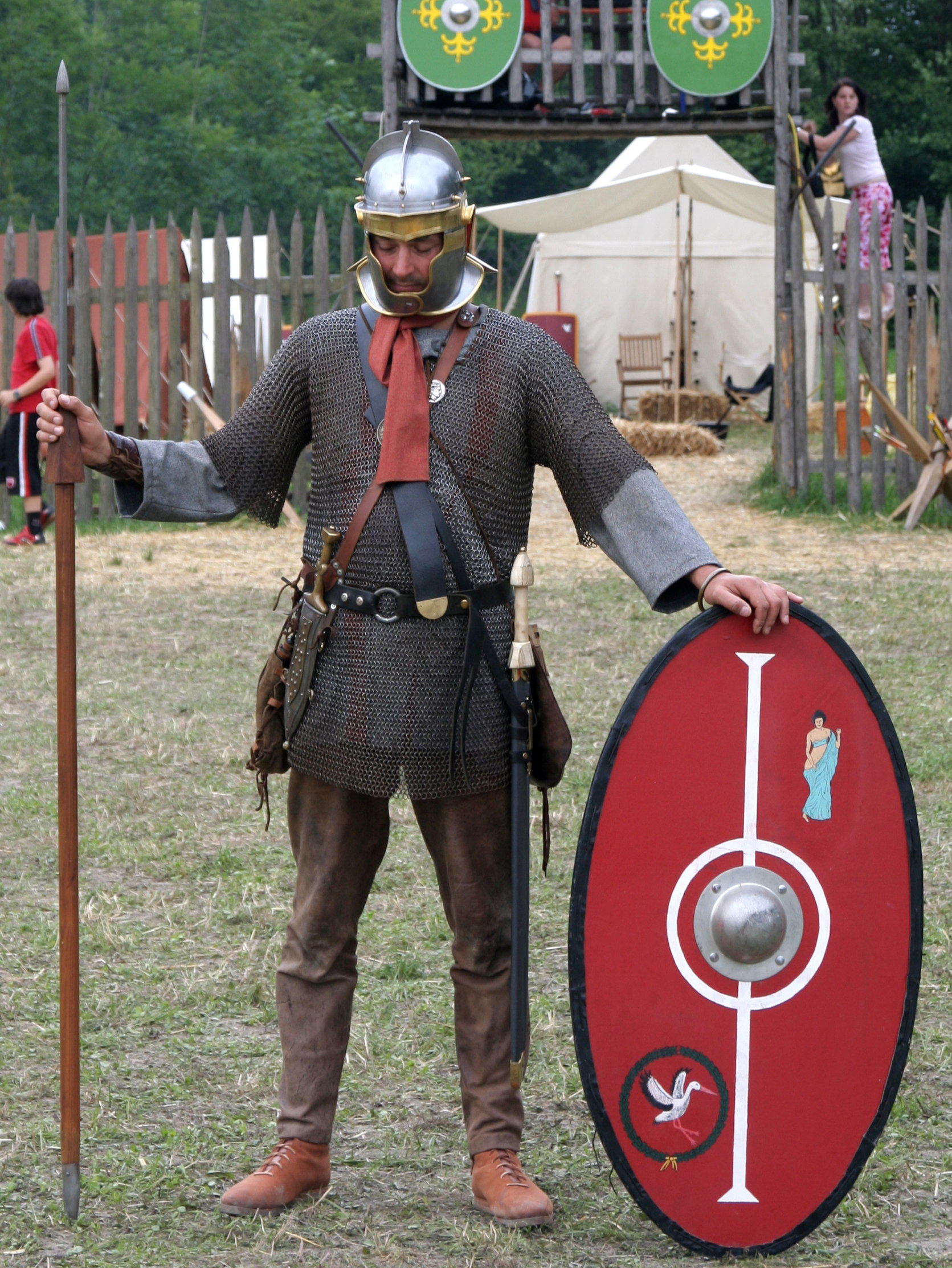
Римський ауксиліарій з північних провінцій з кліпеусом. Сучасна реконструкція

Клі́пеус (лат. clipeus, clipeum) — овальний або круглий щит, вживаний в армії Стародавнього Риму. Назва щита, як припускають, пов'язана з грец. καλύπτω — «прикривати».
У ранній давньоримській армії словом clipeus називали великий круглий щит (відомий у греків як гоплон), хоча є твердження про вживання в цьому значенні терміна «парма». Згодом серед піших легіонерів поширення отримав вигнутий прямокутний скутум, круглі парми залишилися в кінноті, а також у прапороносців і музикантів.
Після виходу скутума з ужитку в ІІІ ст. н. е. римська армія перейшла на використовування овального (рідко круглого) щита, який доти вживався допоміжними військами-ауксиліями, у римлян він отримав назву «кліпеус». На основі знахідок у Дура-Европос і Нідам Мозе вдалося встановити його конструкцію. Щит складався зі склеєних разом вертикальних планок, був обтягнутий із зовнішнього і внутрішнього боку фарбованою шкірою. Окружність крайки щита обтягали сиром'яттю: висихаючи, вона туго стягала планки, і забезпечувала надійне з'єднання. Використання сиром'ятної шкіри уможливлювало зменшити вагу щита: порівняно з уживаним раніше оковуванням крайок сплавом на основі міді.

## Інше
- Імператор Август отримав у нагороду від сенату clipeus virtutis («щит доблесті») — за «відвагу, милосердя, справедливість і побожність». Щит був виставлений у Курія Юлія[3].
- За свідченням Плінія Старшого, існував звичай поміщати рельєфні портрети предків усередині зображення круглого щита (такий тип рельєфу відомий як imago clipeata)[4].
- Від clipeus походить і clypeus — латинська назва наличника, частини голови в комах.